# Luccas katedral
Luccas katedral, italienska: Duomo di Lucca, Cattedrale di San Martino, är en kyrkobyggnad i Lucca, helgad åt den helige Martin av Tours. Katedralen, som är belägen vid Piazza di San Martino, är uppförd i romansk stil. Katedralen är säte för Ärkestiftet Lucca.

## Beskrivning
Enligt traditionen grundades kyrkobyggnaden av biskop Fredianus av Lucca på 500-talet. År 1060 inleddes en genomgripande ombyggnad och katedralen konsekrerades av påve Alexander II år 1070. Kyrkan hyser en berömd relik, Heliga Anletet i Lucca (italienska: Volto Santo di Lucca), ett krucifix som enligt legenden skulpterades av Nikodemos, medlem av judarnas stora råd. I interiören finns verk av bland andra Jacopo della Quercia, Domenico Ghirlandaio och Tintoretto. 

## Bilder
| - Skulptur på fasaden föreställande den helige Martin av Tours och tiggaren. - Heliga Anletet i Lucca. - Det fristående kapellet med Heliga Anletet i Lucca. |

| - Gravmonument över Ilaria del Carretto, utfört av Jacopo della Quercia. - Jungfru Maria och Barnet med helgon, utförd av Domenico Ghirlandaio. - Sista måltiden, utförd av Tintoretto. |

### Webbkällor
- ”San Martino, Lucca's Cathedral”. Discover Tuscany. https://www.discovertuscany.com/lucca/san-martino-cathedral-of-lucca.html. Läst 23 maj 2021.